# Martin Flashar
Martin Flashar (* 16. Dezember 1959 in Oberstdorf) ist ein deutscher Klassischer Archäologe.
Martin Flashar, Sohn des Klassischen Philologen Hellmut Flashar, begann nach seinem Abitur 1978 mit dem Studium der Klassischen Archäologie, Latinistik, Philosophie und Pädagogik an der Universität Bochum, der Universität Heidelberg und der Universität Bonn. Er wurde 1991 bei Nikolaus Himmelmann in Bonn mit einer Dissertation zum Thema Apollon Kitharodos. Statuarische Typen des musischen Apollon promoviert. 1992/93 war er Stipendiat der Fritz Thyssen Stiftung, 1993/94 leitete er eine prähistorische Ausgrabung in Dortmund. Zwischen 1994 und 1996 war er Postgraduiertenstipendiat an der Universität Freiburg, 1996 bis 2000 Wissenschaftlicher Angestellter an der Universität Freiburg am Sonderforschungsbereich 541 der Deutschen Forschungsgemeinschaft Identitäten und Alteritäten. 2002 wurde Flashar Wissenschaftlicher Angestellter an der Universität im Projekt F-MoLL / Mobilität in der Archäologischen Lehre. 2003 habilitierte er sich an der Universität Freiburg und wurde zum Privatdozenten ernannt. Zwischen 2002 und 2005 war Flashar Stiftungskurator der Archäologischen Sammlung der Universität Freiburg. 2005 erhielt er den Landeslehrpreis Baden-Württemberg. Ein Lehrauftrag führte ihn 2007 an die Universität Innsbruck, von 2008 bis 2009 war er Wissenschaftlicher Angestellter am Sonderforschungsbereich 586 Differenz und Integration der DFG (Universität Leipzig), 2009 hatte er einen Lehrauftrag an der Evangelischen Hochschule Freiburg. 2013 wurde er zum außerplanmäßigen Professor an der Universität Freiburg ernannt. Von 2017 bis 2022 war Flashar Wissenschaftlicher Mitarbeiter und Lehrbeauftragter am Institut der Bildenden Künste der Pädagogischen Hochschule Freiburg. 2022 kuratierte er die Freiburger Station der Ausstellung 70 Jahre Kunst am Bau in Deutschland.
Flashars Forschungsschwerpunkte sind die Antike Skulptur, die Ikonographie und Ikonologie sowie die Interpretation mythischer Bilder, die neuzeitliche Rezeption antiker Bildthemen, die Museologie und die Darstellung der Archäologie im öffentlichen Raum. Flashar arbeitet außerdem als freiberuflicher Journalist und publiziert vor allem in Tageszeitungen (Süddeutsche Zeitung, Frankfurter Allgemeine Zeitung, Neue Zürcher Zeitung, Badische Zeitung). Seit 2002 ist Flashar Vorsitzender des Evangelischen Gemeindevereins der Ludwigskirche und der Thomaskirche Freiburg i. Br. e. V., seit 2023 Geschäftsführender Vorstand.

## Schriften (Auswahl)
- Apollon Kitharodos. Statuarische Typen des musischen Apollon. Böhlau, Köln – Weimar – Wien 1992 (Arbeiten zur Archäologie) ISBN 3-412-10991-6.
- Herausgeber: Retrospektive. Konzepte von Vergangenheit in der griechisch-römischen Antike, Biering und Brinkmann, München 1996, ISBN 3-930609-08-8.
- mit Gerhard Hiesel (Herausgeber): Konturen. Vasen der Berliner Antikensammlung in Freiburg, Biering und Brinkmann, München 1997 (Schriften der Archäologischen Sammlung Freiburg. Band 1) ISBN 3-930609-16-9.
- Herausgeber: 1768. Europa à la grecque. Vasen machen Mode, Biering und Brinkmann, München 1999 (Schriften der Archäologischen Sammlung Freiburg. Band 2) ISBN 3-930609-17-7.
- Metrodoros – Ein Philosophenporträt in der Archäologischen Sammlung der Universität Freiburg, Biering und Brinkmann, München 1999 (Schriften der Archäologischen Sammlung Freiburg. Band 3).
- Herausgeber: Bewahren als Problem. Schutz archäologischer Kulturgüter, Rombach, Freiburg 2000 (Rombach Wissenschaften. Reihe Studeo. Band 9) ISBN 3-7930-9225-9.
- mit Ralf von den Hoff und Bettina Kreuzer: Theseus. Der Held der Athener, Biering und Brinkmann, München 2003 (Schriften der Archäologischen Sammlung Freiburg. Band 7) ISBN 3-930609-39-8.
- Herausgeber: Adolf Furtwängler, der Archäologe, Biering und Brinkmann, München 2003 (Schriften der Archäologischen Sammlung Freiburg. Band 8) ISBN 978-3-930609-41-3.
- Herausgeber: Stifter und Sponsoren der Archäologischen Sammlung. Fünfzig Beispiele antiker Kunst, Biering und Brinkmann, München 2003 (Schriften der Archäologischen Sammlung Freiburg. Band 9) ISBN 3-930609-42-8.
- mit Rainer Humbach: Stein auf Stein. Architekturteile der alten Ludwigskirche kehren zurück. Promo-Verlag, Freiburg 2007, ISBN 978-3-923288-57-1.
- Formenspektrum, Themenvielfalt, Funktionszusammenhänge – Beispiele späthellenistischer Skulptur. In: Peter Cornelis Bol (Herausgeber): Die Geschichte der antiken Bildhauerkunst. Band 3: Hellenistische Plastik. Zabern, Mainz 2007, ISBN 978-3-8053-3657-4, S. 333–372. 416–420.
- „Wohllöbliche Philosophische Fakultät!“ – Leben und Wirken des Archäologen Joseph Anselm Feuerbach (1798–1851). In: 40 Jahre Feuerbachhaus (= Schriftenreihe der Stadt Speyer Bd. 20). Speyer 2016, S. 40–85.
- Katalogtext (monographisch): Galerie Löhrl (Hrsg.), Stephan Balkenhol: Panta Rhei, Katalog zur Sonderausstellung bei der ArtBasel 2007, S. 5–17.
- Die Statuen von Homer und Aristoteles am Eingang zum Kollegiengebäude I der Freiburger Universität – eine kunsthistorische Nachlese, in: Freiburger Universitätsblätter Heft 222, Dez. 2018, S. 145–156.
- mit Charlotte Schubert: Metropolenanspruch zwischen Tyrannis und Demokratie: Die attischen Hermen, In: Angelika Corbineau-Hoffmann, Pascal Nicklas (Hrsg.): Die Dynamik der Metropolen. Olms, Hildesheim 2018, S. 19–38.
- Kunststadt Freiburg – Eine Situationsbeschreibung zur Bildenden Kunst in Freiburg. Freiburg 2022, 32 S.